# ژاک دیمون
ژاک دیمون (فرانسوی: Jacques Dimont‎; ۲ فوریهٔ ۱۹۴۵ – ۳۱ دسامبر ۱۹۹۴) شمشیرباز اهل فرانسه بود.
وی در مسابقات کشوری و بین‌المللی در مجموع برندهٔ ۱ مدال طلا شده‌است.